# Águas Lindas de Goiás
Águas Lindas de Goiás es un municipio brasileño del estado de Goiás. 

## Ubicación
Se localiza a una latitud de 15° 45' 43" Sur y a una longitud de 48° 16' 55" Oeste. 
Águas Lindas se localiza a 193 kilómetros de la capital del estado, Goiânia, y está conectada por medio de las carreteras BR-153, BR-414 y la BR-070.

## Población
Su población estimada para el año 2016 era de 191.499 habitantes, en una superficie de 278 km². Es conocida por formar parte de la región conurbano al distrito federal. La ciudad más próxima es Brazlândia.